# Dobókereszt

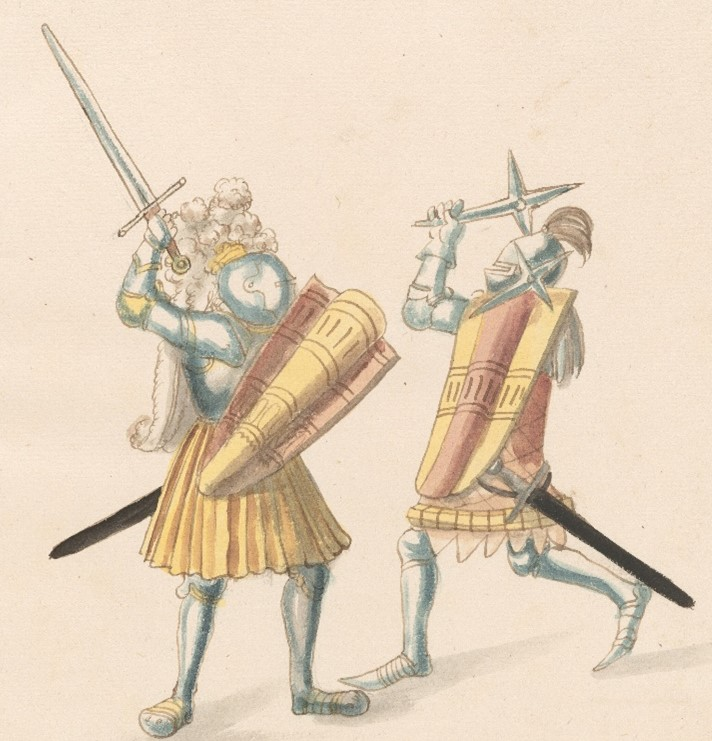
Dobókereszt középkori tornán: I. Miksa császár harcol Friedrich Albrecht von Zollernnel (1512–1515)

A dobókereszt (más néven hajítótüske, csatakereszt) elsősorban német fegyver, kereszt alakú vas, amelynek csúcsai hegyben végződnek, így fegyverként használható. Egyik csúcsa hosszabb, akárcsak a keresztény latin kereszt. Hossza ritkán haladja meg a 30 cm-t. A manapság hobbicélzattal gyártott darabok szára gyakran egyenlő hosszú, mint a görög kereszté, és szárai nem rúdszerűek, hanem laposak.
Nevének megfelelően elsődlegesen dobófegyverként használták, de rögtönzött tőrként vagy más fogással maroktőrként is alkalmazható. A dobókereszt több német város tiltott fegyverlistájában is megtalálható volt, tehát valóban ismert harci eszköz kellett hogy legyen (Gotha 1541, Iglau 1568), illetve orvvadászat elleni rendeletek is fölsorolják. Elsősorban nem katonák használták, hanem csempészek, deákok, orvvadászok, vad- és szőlőőrök, illetve lovagok tornafegyverként. Néhány példány múzeumokban is található belőlük, például a Magyar Nemzeti Múzeum is őriz egy példányt. Ez alapján nálunk is ismerték és használták a fegyvert a hajítóbárdok mellett. A megmaradt példányokat gyakran gyémántrácsszerű véset díszíti, a forrásként linkelt oldalakon ezek megtekinthetők.
Legkorábbi ábrázolása az 1512–1515 közötti időből való a Freydal című könyvből, amely Miksa császár lándzsatöréseit és tornáit ábrázolja mitikus köntösbe bújtatva. Ez látható az oldalképen. Még 19. századi fegyvertilalmi listán is előfordul (Ravensburg, 1820).